# Allameh Madjlessi
Pour les articles homonymes, voir Madjlessi.
Muhammad Baqer al-Majlisi, né en 1627 et mort le 29 mars 1699 (1037-1111 dans le calendrier de l'Hégire) ou Allameh Madjlessi (en persan : علامه مجلسی / ʿAllâmeh Majlesi) était un dignitaire iranien chiite de l'ère des Séfévides. Il a été décrit comme « l'un des ulémas chiite les plus puissants et influents de tous les temps. »

## Jeunesse
Né à Isphahan en 1627 dans une famille religieuse.
Son père Muhammad Taqi Majlesi (1594-1659) était un dignitaire du chiisme duodécimain très connu pour son époque et l'un des élèves de Shaykh Al-Bahâ’î, Mulla Abd Allah Shushtarî ou encore Mir Damad.
Sa mère fut la fille de Sadr Al-Dîn Mohammad ‘Âshurî Al-Qummi qui était un savant. Il est rapporté qu’il avait 3 épouses, 4 fils et 5 filles.
Pendant ces derniers siècles, la famille de Majlisî était une des familles les plus célèbres. D’après une narration, son grand-père, Mulla Maqsûd, était un poète et utilisait le mot « Majlisî » pour se présenter dans ses poésies. C’est pourquoi ils sont connus sous le nom de Majlisî.
D’après une autre narration, son père, Muhammad Taqi Majlesi vivait dans un village près de Ispahan qui s’appelait Majlis ; c’est pourquoi ils sont connus sous le nom de Majlisî.
Hafiz Abu Nu’âym Al-Isphahani, le grand compilateurs et expert dans les sciences de hadith fait partie de ses ancêtres. Sa sœur, Âmina, fut l’épouse de Mullâ Salih Al-Mazandarâni. Sa généalogie remonte à Abou Noaym Ahámad ibn Abdallah Isfahani (m. 1038).
Il fut éduqué sous la surveillance de son père qui était un grand savant. Il décrit sa vie ainsi :
"Depuis ma jeunesse, j’avais un état de ravissement en étudiant les enseignements religieux et grâce à Allah je trouvais la voie d'entrée dans les jardins de savoir. Je devenais ensuite capable de distinguer entre le vrai et le faux dans cette science jusqu'à ce que je puisse rassembler de divers fleurs et fruits [de ces jardins de savoir]. J'y ai bu un gorget de chaque source, et j'y ai pris une grappe de chaque récolte".
Il fut expert dans plusieurs domaines comme : L’exégèse du Coran (Tafsir), Hadîth, les principes de la Jurisprudence islamique (Usûl Al-Fiqh), l’histoire, l’évaluation biographique (Rijâl) etc.
À l'âge de 25 ans, il reçut, de Molla Sadra, un certificat de "riwayat" (voir Hadîth) afin d'enseigner. Il est dit avoir complété des études d'au moins 21 maîtres (Ustad).

## Influence
En 1678, le Chah Hossein, de la dynastie des séfévides, le nomma "Cheikh al-Islam" à Ispahan, la capitale de l'Empire Perse.
Avec cette position très influente, il obtint du Chah toute liberté pour encourager ou punir ce qu'il souhaitait. "Les trois domaines interdépendants où Majlisi exerçait ses efforts étaient" : La suppression du Soufisme, la suppression de la Philosophie islamique ainsi que la suppression du Sunnisme".
Selon Moojan Momen, l'ère de Majlisi a marqué un point de rupture quand l'influence du Soufisme et la philosophie rationnelle eurent un succès grandissant dans le Chiisme.
"Jusqu'à l'époque de Majlisi, le Chiisme et le Soufisme étaient étroitement liés, à tel point que le Soufisme véhiculait un sentiment pro-Chiisme pour le Sunnisme. Même les dignitaires chiites les plus éminents étaient sous l'influence du Soufisme".
Après la mort de Majlisi, "ce processus se poursuit parmi les générations futures des dignitaires chiite, de sorte que le Soufisme "divorça" du Chiisme et a cessé d'influencer le principal développement du Chiisme. La philosophie a également été déclassée et a cessé d'être une partie importante des études dans les établissements religieux."

## Ses professeurs
D’après Mîrzâ Husayn Nûrî, les professeurs de Majlisî et ses Mashayikh (ses professeurs, à travers lesquels, il rapportait des hadiths) sont les suivants :
- Muhammad Taqi Majlesi, son père (m. 1659)
- Mullâ Sâlih Mâzandarânî (m. 1670), l’auteur du livre Sharh Osûl Al-Kâfî
- Mullâ Mohsin Fayd Kâshânî (m. 1680)
- Sayed Ali Khân Madanî (m. 1706)
- Mullâ Khalîl Qazwinî (m. 1678)
- Shaykh Hurr ‘Âmilî (m. 1692)
- Mullâ Mohammad Tâhir Qumi (m. 1686)
- Mîrzâ Rafi’ Al-Dîn Nâ’îni (m. 1687)
- Mullâ Hasan Ali Tustarî (m. 1619)
- Amîr Mohammad Qâsîm Qahpâ’î
- Mohammad Sharîf Ruydashtî Isphahânî (m. 1676)
- Amîr Sharif Al-Dîn Husaynî Shulestânî (m. 1649)
- ‘Allâma Shaykh Ali (m. 1691)

## Ses élèves
Dans ses cours, il y avait environ 1000 élèves y compris :
- Mîrzâ Abd Allah Afandî Isphahanî (m. 1717)
- Sayed Ni’matullâh Jazâ’îrî (m. 1700)
- Shaykh Abd Allah Bahrânî (m. 1714)
- Mohammad b. Ali Ardébilî (m. 1689)
- Mîrzâ Mohammad Mashhadî (m. 1712)
- Mullâ Mohammad Rafî’ Gîlâni
- Mîr Mohammad Husayn Khâtûn ‘Âbâdî (m. 1738)
- Sayed Abu Al-Qasim Al-Khansâri (m. 1744 ou 1745)
- Mullâ Mohammad Sarâb Tunikâbunî (m. 1712)

## Son décès
Al-Majlisi mourut la nuit du 27 Ramadan 1111 de l'hégire (1698) à l'âge de 73 ans, dans l'ancienne capitale de l'Empire Perse, à Ispahan. Agha Jamal al-Khansari effectua sa prière funéraire. Il fut enterré près de la Grande Mosquée d'Ispahan, aux côtés de son défunt père, Muhammad Taqi Majlesi.

## Contribution
Le domaine qui suscitait le plus d'intérêt chez Allamah al-Majlisi était le Hadîth. Il a popularisé son enseignement par de nombreux écrits dans un style facilement compréhensible, dans lequel il résume les doctrines essentielles pour le peuple. Allamah al-Majlisi était également un écrivain très prolifique. Il a écrit plus de 100 livres, à la fois en arabe et en persan.
D’après Agha Bozorg Tehrani, l'œuvre de Majlisî est constituée de 169 ouvrages dont les plus importants sont les suivants :
- L'Océan de la Lumière (Arabe: Bihar ul-Anwar) composé de 110 volumes.
- Réalité de certitude (Arabe: Haqq-ul-Yaqeen)
- Le miroir de l'intellect (Arabe: Mir'at ul-Oqool) composé de 26 volumes.
- Le refuge du peuple droit (Arabe: Malaazul-Akhyaar) composé de 16 volumes.
- Provisions pour l'au-delà (Arabe: Zaad-ul-Ma'ad)
- Un cadeau pour les pèlerins (Arabe: Tuhfatul-Za'er)
- Essence de la vie ((Arabe: Aynul-Hayaat)
- La parure du pieu (Arabe: Hilyat al-Muttaqeen)
- [] (Arabe: Al-Fara'edh al-Tarifah)
- [] (Arabe: Maladh Al-‘Akhyâr fi Fahm Tahdhîb Al-‘Akhbâr)
- [] (Arabe: Al-Wajîzâ fi Al-Rijâl)
- [] (Arabe: Sharh Al-‘Arba’în)
- [] (Arabe: Mîshkât Al-‘Anwâr)
- [] (Arabe: Hayât Al-Qulûb)
- [] (Arabe: Jala’ Al-Uyûn)
- [] (Arabe: Hilyat Al-Muttaqîn)
- [] (Arabe: Al-Fara’îd Al-Tariqiyya)
- [] (Arabe: Rabi’ Al-Asâbî’)
- [] (Arabe: Rîsalah Al-Dîyat)
- [] (Arabe: Rîsalah Al-‘Î’tîqâd)
- [] (Arabe: Rîsalah Al-Awzân)
- [] (Arabe: Rîsalah Al-Shukûk)
- [] (Arabe: Mîqbâs Al-Masâbîh)
- [] (Arabe: Al-Masâ’îl Al-Hindîyya)
- [] (Arabe: Sîrât Al-Najât)

## Sources
1. ↑  Moojan Momen, Introduction to Shi'i Islam (Yale University Press, 1985) (p. 114) quoted in Soul of Iran, p. 174
2. ↑  A'yân Al-Shiâ, v 9 p. 182
3. ↑  Al-Dharî'â, v 1 p. 151
4. 1 2  Bihâr Al-Anwâr, v 102 p. 105
5. ↑  Khadamât Allâme Majlisî, Maktab Islam, l'année 47, n 7 p. 50
6. ↑  A'yân Al-Shiâ, v 9 p. 192
7. ↑  Rîyâd Al-'Ulamâ, v 5 p. 407
8. ↑  Bihâr Al-'Anwâr, v 1 p. 2
9. ↑  Moojan Momen, Introduction to Shi'i Islam (Yale University Press, 1985) (p. 115)
10. ↑  Moojan Momen, Introduction to Shi'i Islam (Yale University Press, 1985) (p. 116)
11. ↑  Bihâr Al-Anwâr, v 102 p. 13
12. ↑  Bihâr Al-Anwâr, v 102 p. 83-104
13. ↑  Al-Kunâ wa Al-Alqâb, v 3 p. 149
14. ↑  Meri, Josef W. Medieval Islamic Civilization: An Encyclopedia. Routledge, NY. 2005, p. 460  (ISBN 978-0-415-96690-0)